# Acer palmatum
Клен долонеподібний, клен японський (лат. Acer palmatum) — вид листопадних дерев роду клен (Acer).

## Будова
Листяне дерево до 12 м висотою та химерно-викривленим стовбуром.

## Поширення та середовище існування
Росте у листопадних лісах на пагорбах і гірських схилах помірної зони. Зустрічається у природному оточені в Японії, Кореї, Східному Китаї.

## Практичне застосування
Це невелике дерево вирощують здебільшого за дивовижну красу його листя. Отримано більше 400 культурних сортів, що суттєво відрізняються формою та кольором листя. Більшість з них виведено японськими садівниками задовго до того як дерево потрапило у Європу. Деякі сорти можуть розмножувати прищеплюванням. 

## Галерея

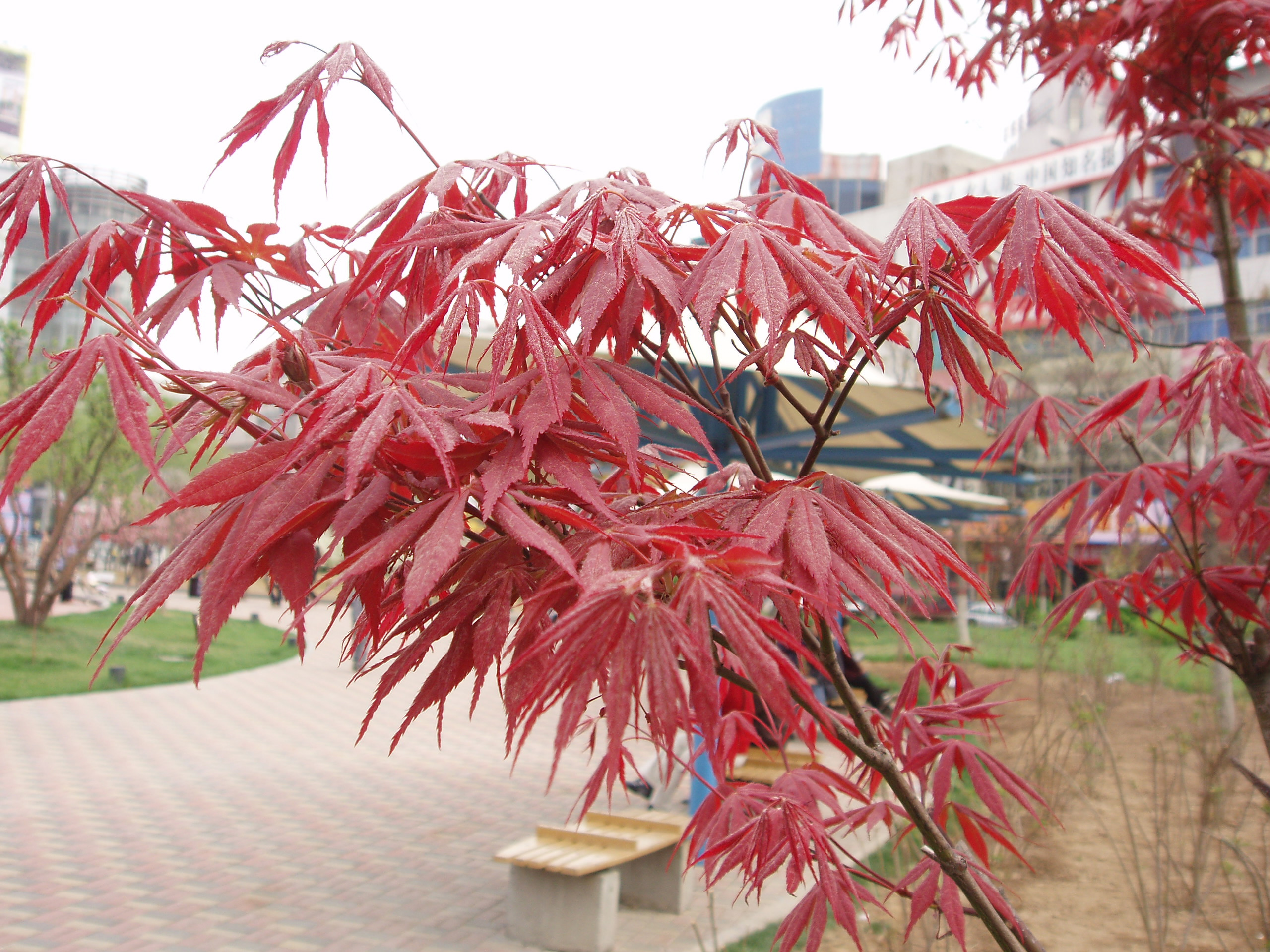
Acer palmatum 'Atropurpureum'
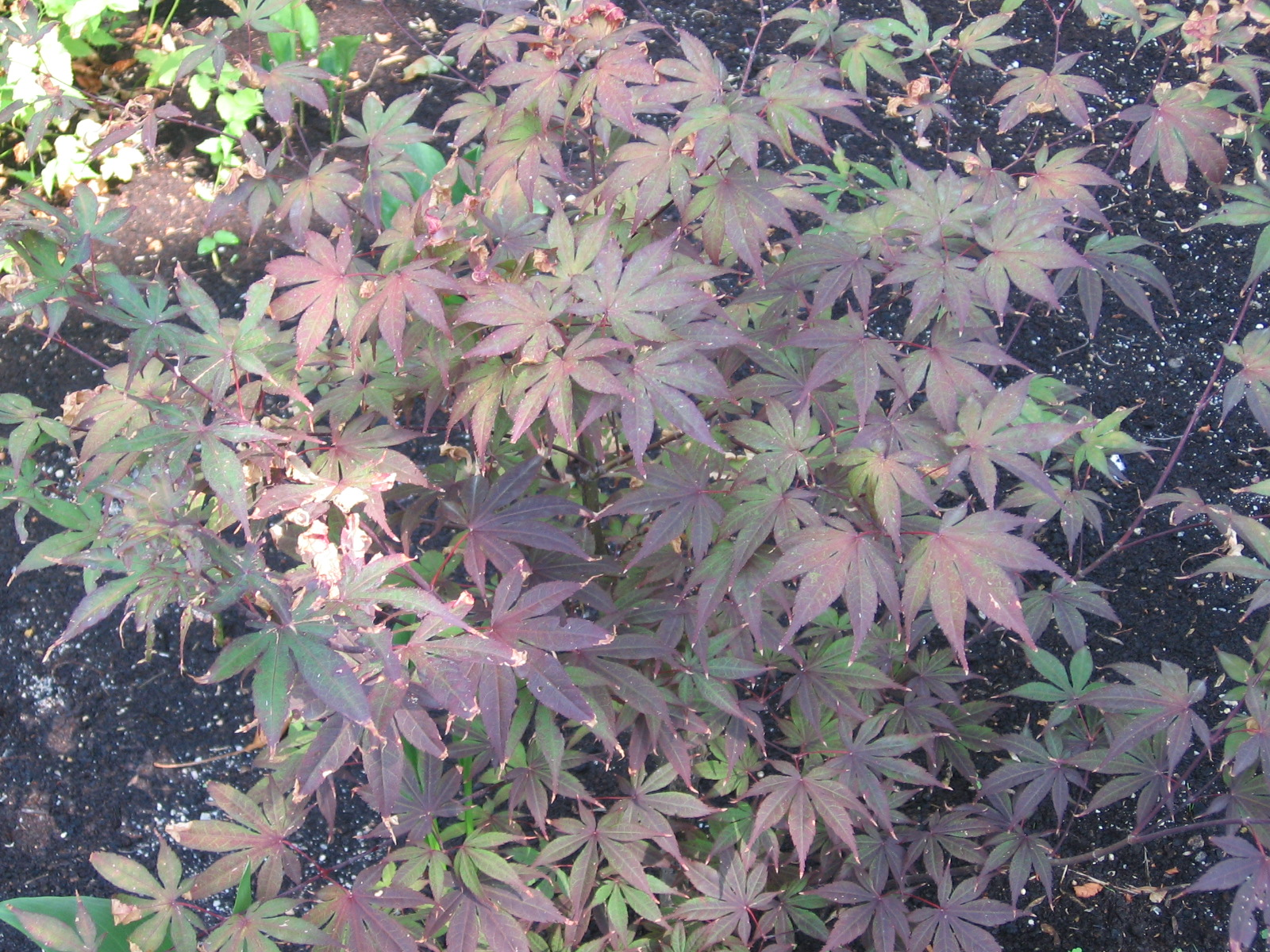
Acer palmatum 'Bloodgood'
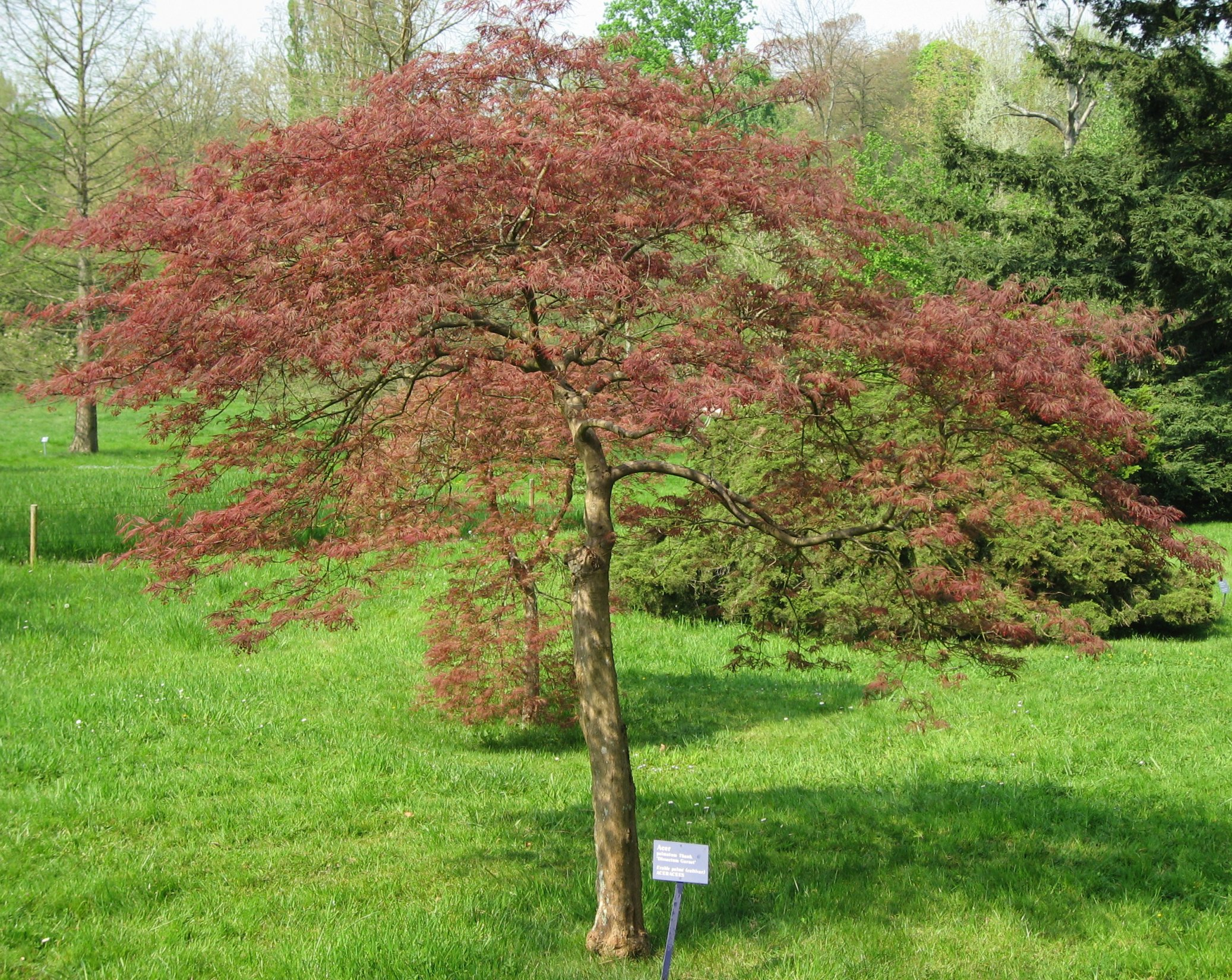
Acer palmatum 'Dissectum Garnet'
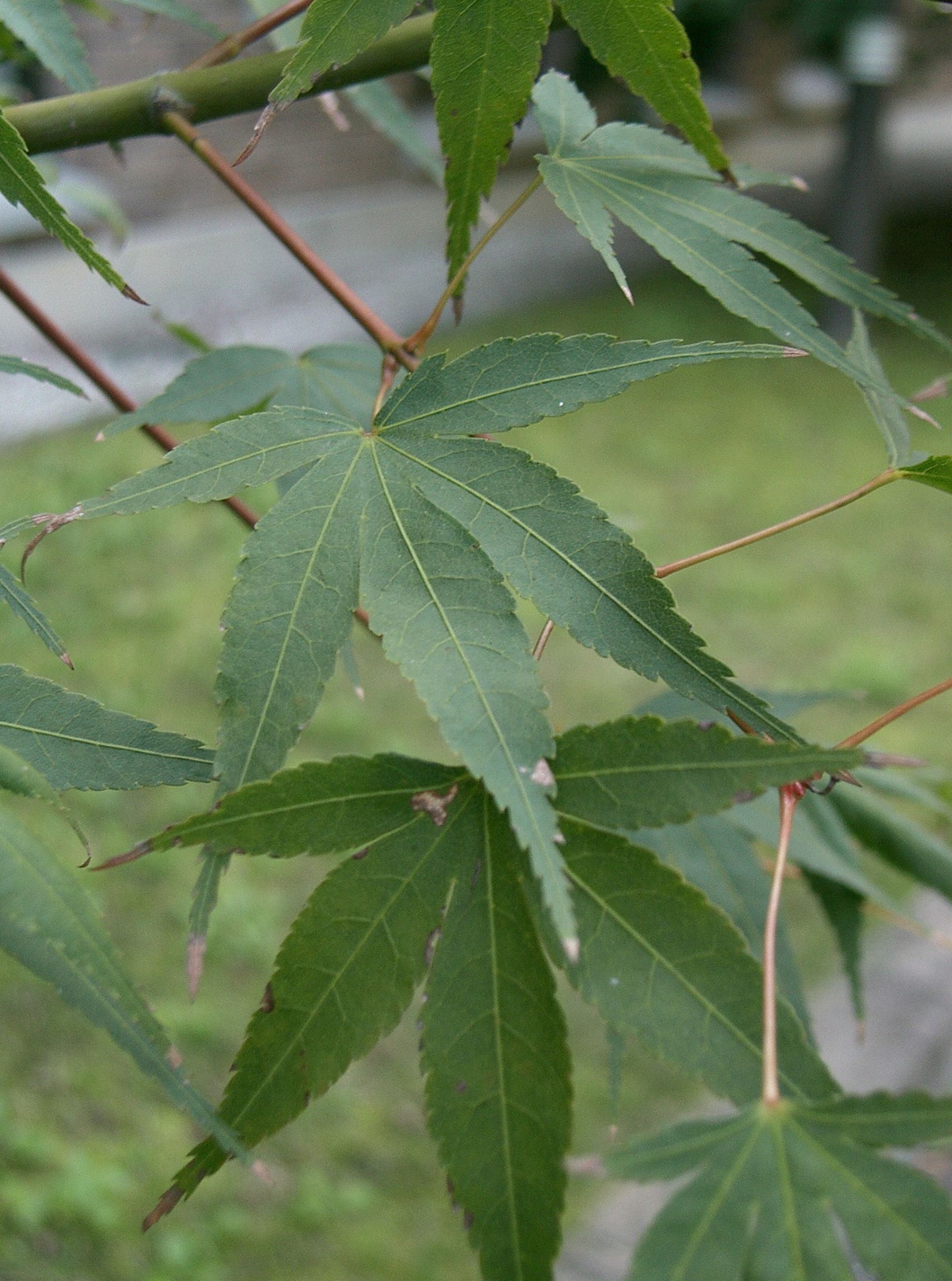
Acer palmatum 'Matsumurae'
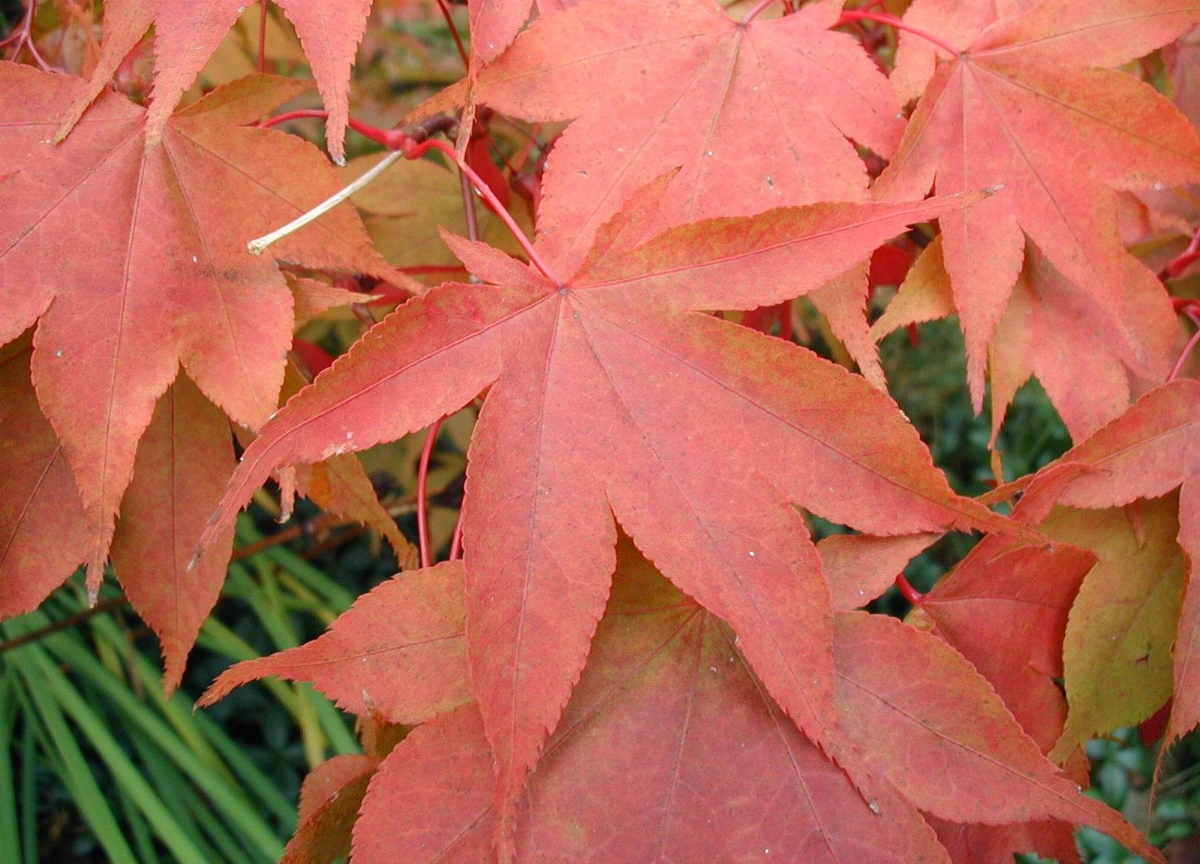
Acer palmatum 'Osakazuki'
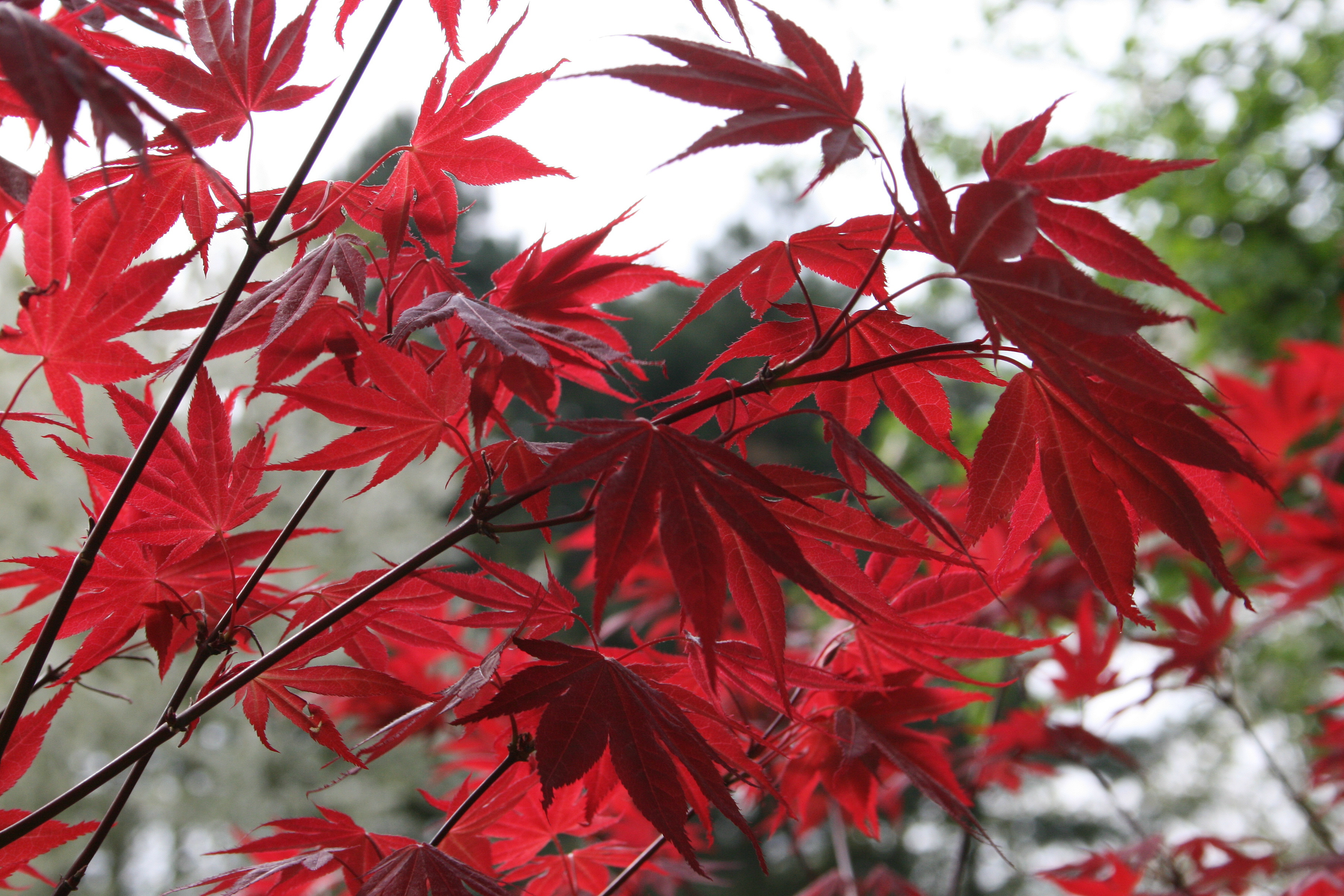
Acer palmatum 'Oshio beni'
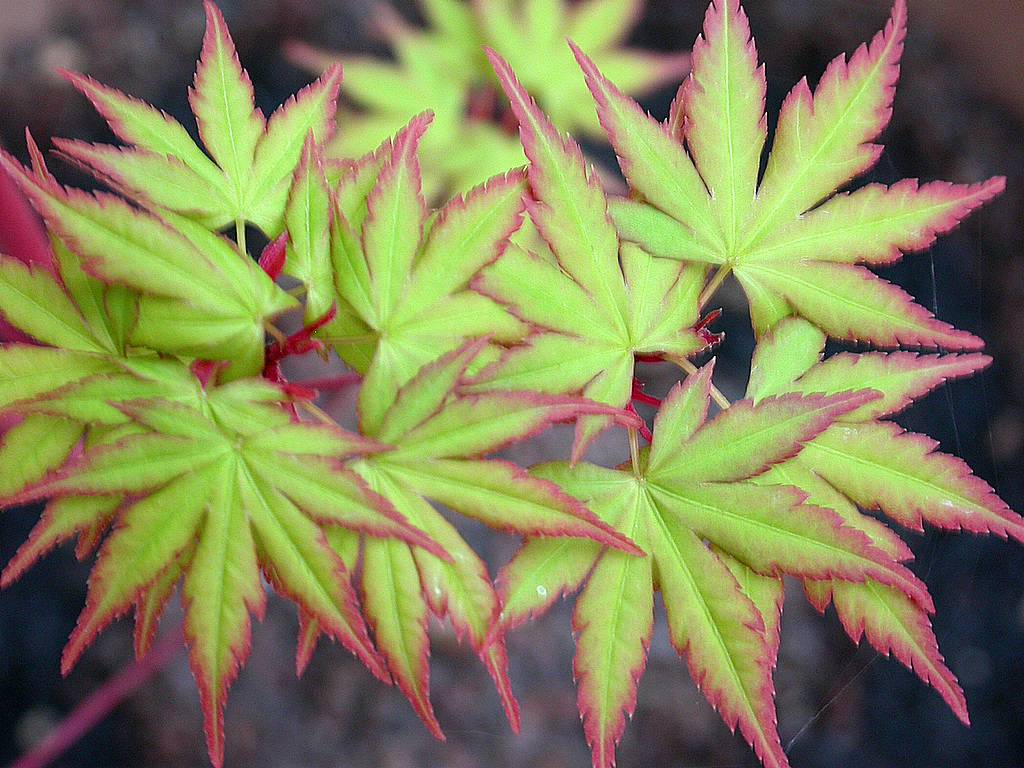
Acer palmatum 'Sango kaku'
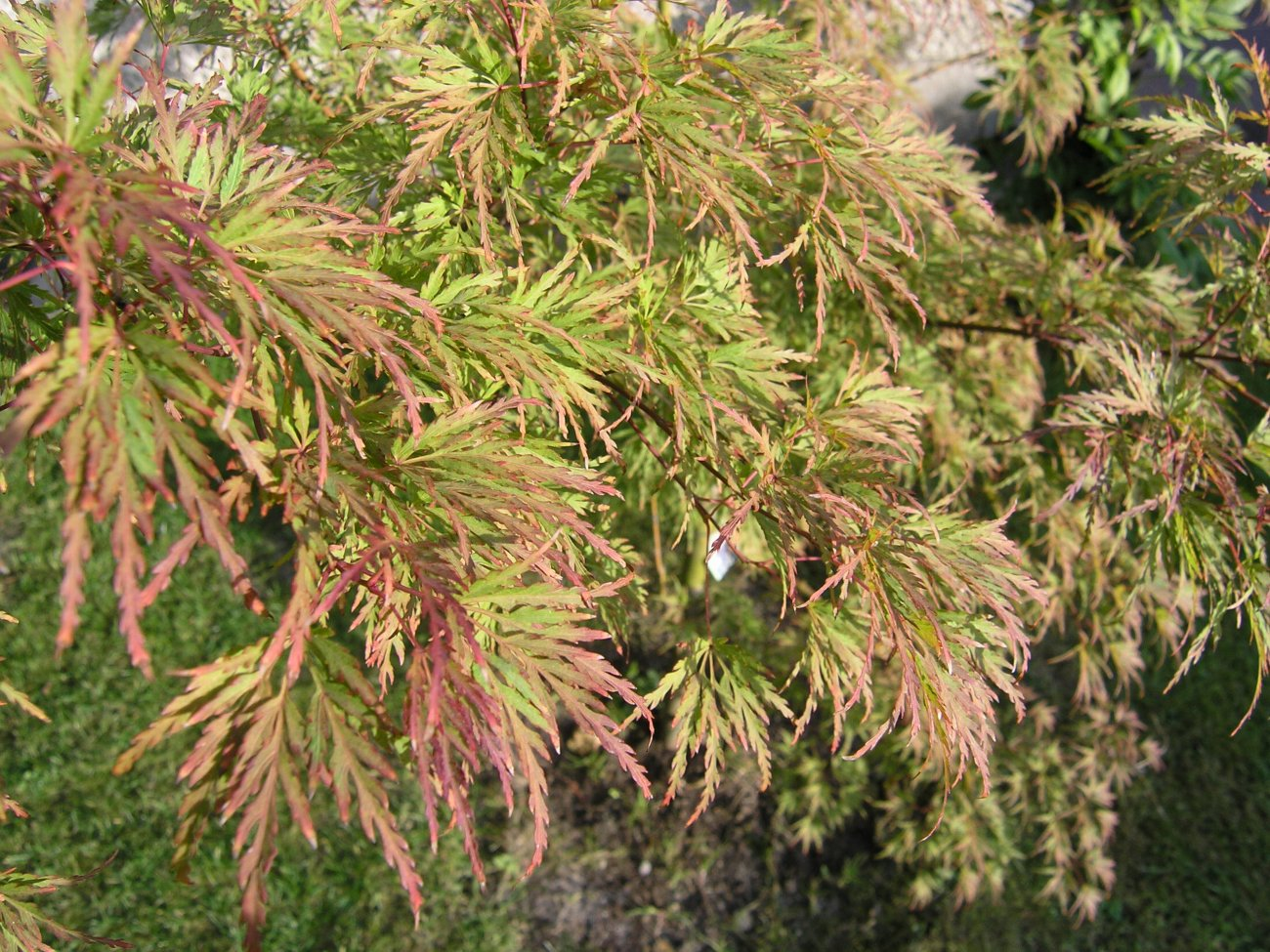
Acer palmatum 'Seiryu'
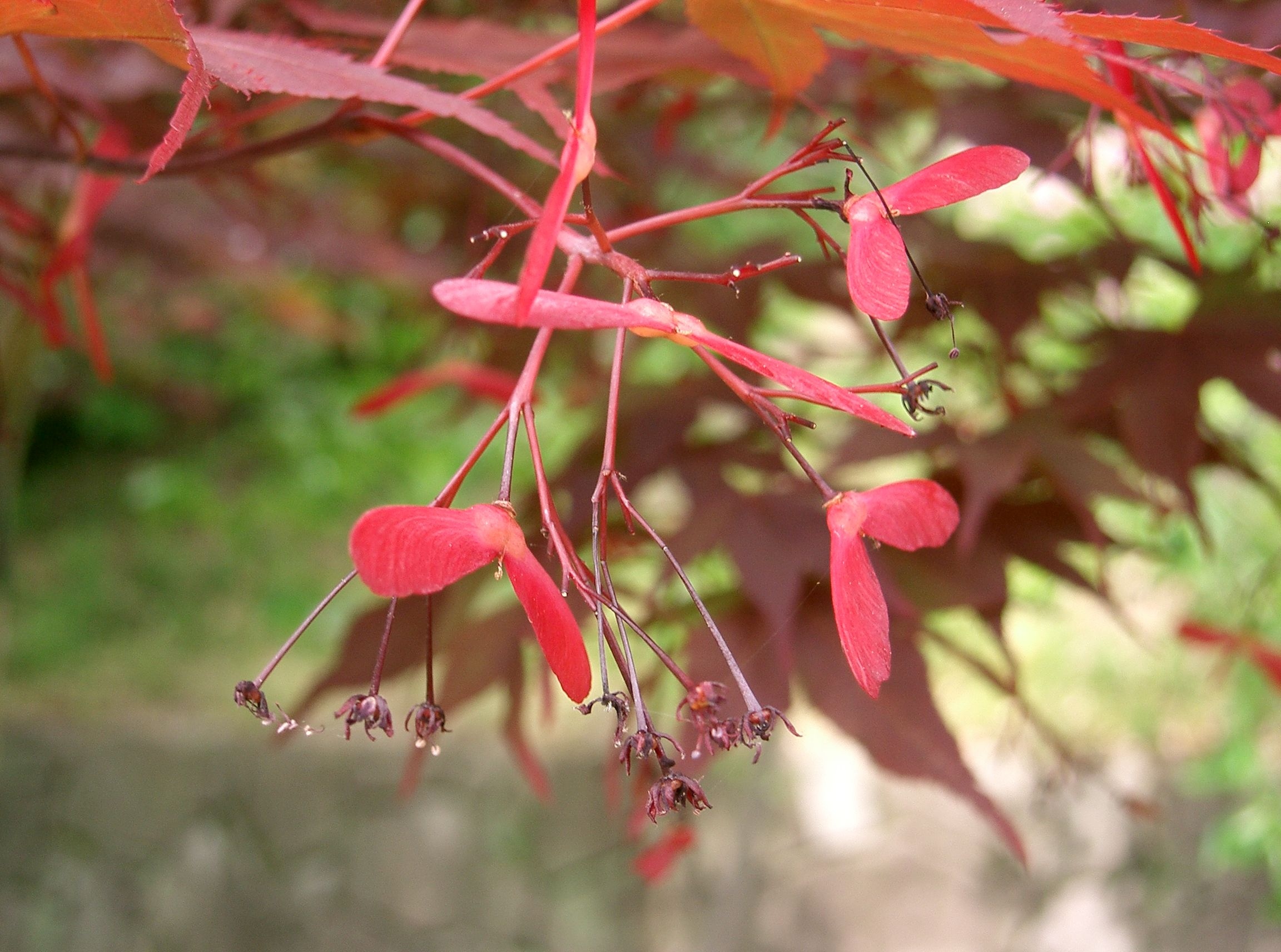
Acer palmatum var. amoenum cv. Sanguineum
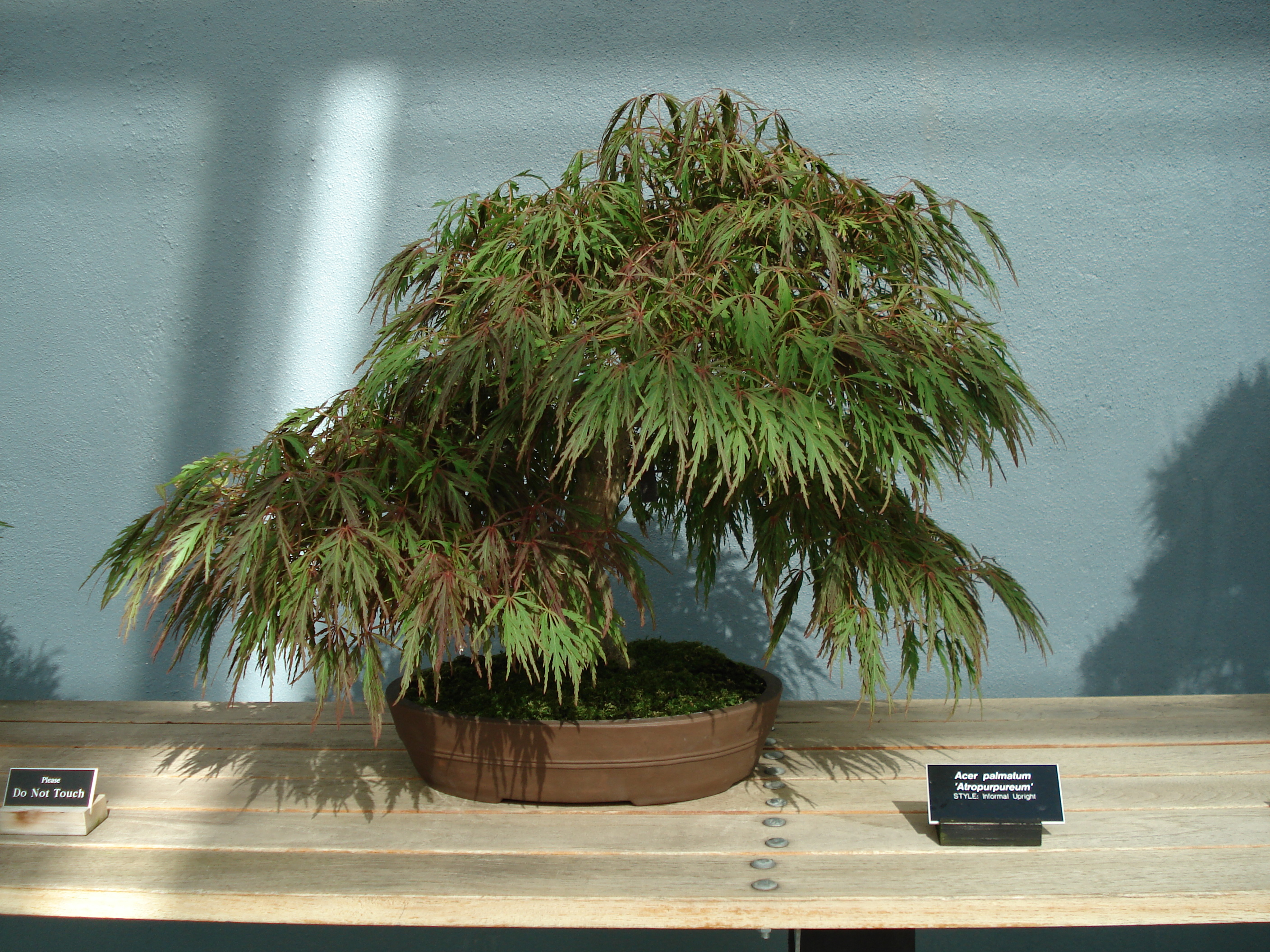
Бонсай
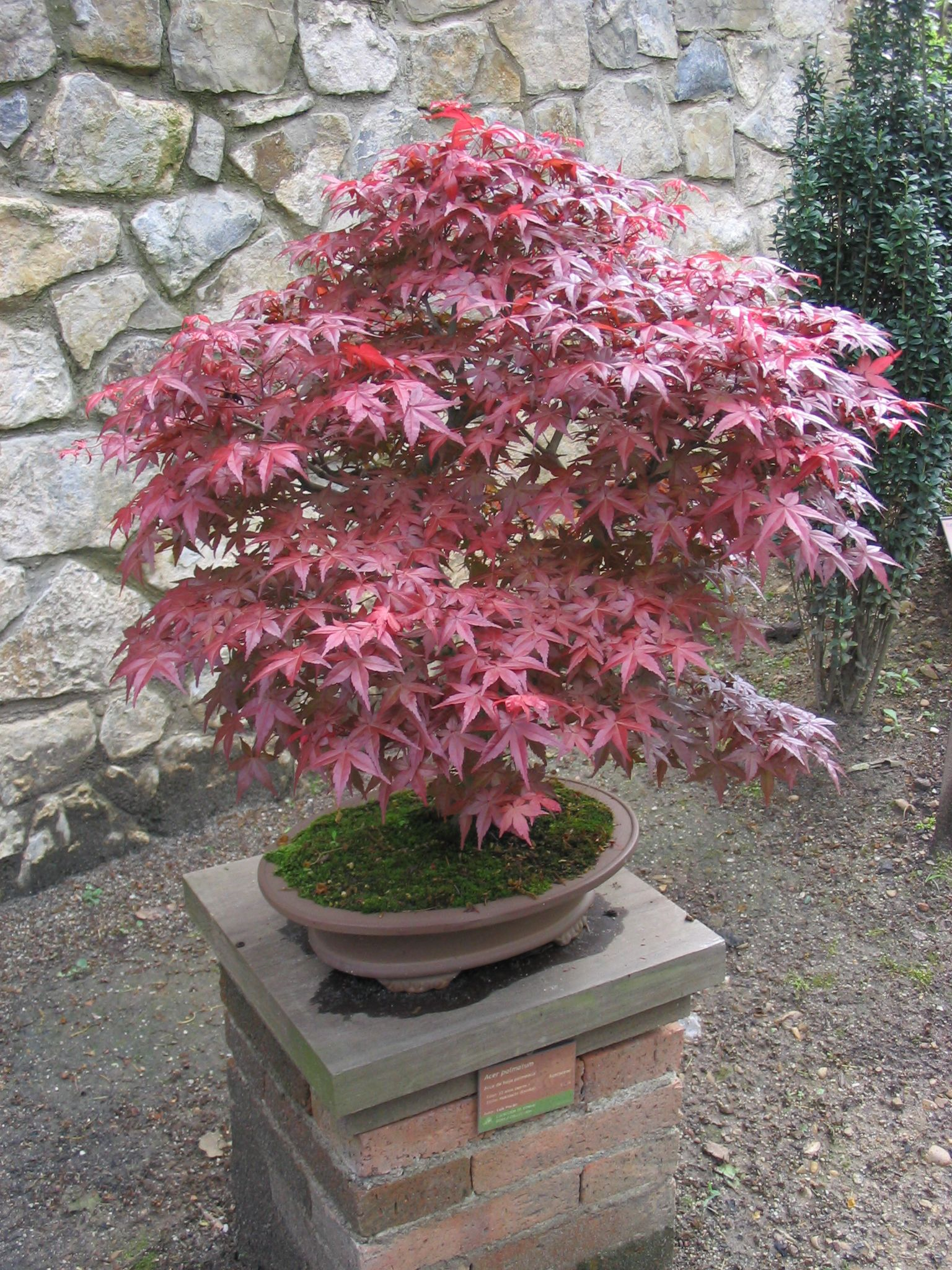
Бонсай